# Parashorea densiflora
Espèce
Classification phylogénétique
Statut de conservation UICN

 EN A1cd, B1+2c : En danger
 Parashorea densiflora est un grand arbre sempervirent de la Péninsule Malaise appartenant à la famille des Diptérocarpacées.

## Répartition
Dispersée dans les forêts de plaine à dipterocarps de la Péninsule Malaise

## Préservation
Menacé par a déforestation et l'exploitation forestière.